# Billericay
Billericay (engelskt uttal: [bɪləˈrɪkiː] lyssna (fil)) är en stad och civil parish i grevskapet Essex i England. Staden ligger i distriktet Basildon, 40 kilometer nordost om centrala London. Tätortsdelen (built-up area sub division) Billericay hade 34 274 invånare vid folkräkningen år 2011.